# ぶたどんまん
ぶたどんまんとは、北海道十勝総合振興局のマスコットキャラクターである。

## 概要
十勝の様々な魅力をPRするために化身となって現れた、帯広の郷土料理豚丼の精霊。
2013年6月1日より十勝総合振興局が十勝ぶたどん振興局へ改称したとの架空の設定の元、同局係長として活動を行っている。

## 沿革
- 2012年（平成24年）8月5日 - 「とかちぶた祭り」（実行委員会主催）に向けて、ぶたどんまんのデザインを十勝の全小学校に公募をし、お祭りのシンボルキャラクターとしてお披露目。約2100点の応募の中から最優秀賞に選ばれた帯広市内の小学生のデザインを基に実行委が製作した[1]。
- 2013年（平成25年）5月21日 - 同年6月1日より十勝総合振興局は名称を「とかち豚丼振興局」に改称するという架空の設定のもと、十勝の食に関する魅力を広くPRする、「“『食の拠点』十勝”発信キャンペーン」を実施すると発表。記者発表会にて十勝総合振興局橋本局長より「ぶたどんまん」を「とかち豚丼振興局」の係長として任命。[2]。
- 2014年（平成26年）2月17日 - ぶたどんまん公式twitter開始
- 2014年（平成26年）3月5日 - ぶたどんまん公式facebook開始
- 2014年（平成26年）5月13日 - ぶたどんまんが十勝の観光・グルメ・暮らしなどを動画で紹介するサイト「アンビリーバブーとかち」開始。[3]。

## 設定
- 性別 - たぶん男の子（恥ずかしがり屋でどんぶりから出てこないため未確認）
- 出生地 - 十勝
- 誕生日 - 2012年8月5日
- 身長 - 約200cm
- 体重 - 約120kg（どんぶり含む）
- 胴回り - 約400cm（どんぶり含む）
- 性格 - 恥ずかしがり屋
- 職業 - 2013年6月より北海道職員（非常勤）とかち豚丼振興局係長
- 好物 - もちろん豚丼は大好きだけど、十勝の空気と水から生み出された物なら何でも大好き。
- 悩み - 体が大きいので、通れないところがたくさんある。いま入っている「どんぶり」からも抜けられなくなったが、これはこれでお気に入り。
- 休日 -　モール温泉に浸かって、ピッカピカの玉の肌！
- 一言 -　食料自給率1100%の大地「とかち」に来て!見て!!感じて!!!